# The Voice (3.ª temporada)
A terceira temporada de The Voice, um talent show norte-americano,  estreou em 10 de setembro de 2012 na NBC. A emissora anunciou oficialmente a renovação do reality show em 13 de maio de 2012. NBC lançou a ideia de estrear a segunda temporada no outono norte-americano de 2012 para competir contra o The X Factor, sendo confirmadas algumas mudanças importantes durante para esta temporada.
A grande vencedora desta edição foi Cassadee Pope, ex-vocalista da banda Hey Monday, da equipe de Blake Shelton. Ela derrotou Terry McDermott e Nicholas David na final.

## Audições
As audições foram realizadas nas seguintes cidades:
| Cidade                  | Data                      | Local                          |
| Memphis, Tennessee      | 7 de julho de 2012        | Memphis Cook Convention Center |
| Minneapolis             | 14 de julho de 2012       | Saint Paul River Centre        |
| Nova Iorque             | 21 & 22 de julho de 2012  | Izod Center                    |
| Dallas, Texas           | 28 & 29 de julho de 2012  | Irving Convention Center       |
| Los Angeles, Califórnia | 11 & 12 de agosto de 2012 | Los Angeles Convention Center  |

## Episódios

### Episódio 1: The Blind Auditions, parte 1
Os quatro técnicos cantaram Start Me Up dos Rolling Stones no começo do programa.
| Ordem | Competidor         | Idade | Cidade Natal                  | Canção                               | Escolha dos técnicos e competidores | Escolha dos técnicos e competidores | Escolha dos técnicos e competidores | Escolha dos técnicos e competidores |
| Ordem | Competidor         | Idade | Cidade Natal                  | Canção                               | Adam                                | Cee Lo                              | Christina                           | Blake                               |
| ----- | ------------------ | ----- | ----------------------------- | ------------------------------------ | ----------------------------------- | ----------------------------------- | ----------------------------------- | ----------------------------------- |
| 1     | Terry McDermott    | 35    | Aberdeen, Escócia             | "Baba O'Riley"                       | ✔                                   | ✔                                   | —                                   | ✔                                   |
| 2     | De'Borah           | 25    | Chicago Heights, Illinois     | "Hey, Soul Sister"                   | —                                   | ✔                                   | ✔                                   | —                                   |
| 3     | Gracia Harrison    | 18    | Virden, Illinois              | "I Want to Be a Cowboy's Sweetheart" | ✔                                   | ✔                                   | —                                   | ✔                                   |
| 4     | Garrett Gardner    | 16    | Ringwood, Nova Jérsei         | "Have You Ever Seen the Rain?"       | —                                   | —                                   | —                                   | —                                   |
| 5     | Devyn DeLoera      | 20    | Snyder, Texas                 | "Ain't No Other Man"                 | ✔                                   | —                                   | ✔                                   | ✔                                   |
| 6     | Bryan Keith        | 22    | Bronx, Nova Iorque            | "It Will Rain"                       | ✔                                   | ✔                                   | ✔                                   | ✔                                   |
| 7     | Daniel Rosa        | 21    | Riverside, Califórnia         | "Somebody That I Used to Know"       | —                                   | ✔                                   | —                                   | ✔                                   |
| 8     | Anita Antoinette   | 22    | Boston, Massachusetts         | "No Woman, No Cry"                   | —                                   | —                                   | —                                   | —                                   |
| 9     | Joe Kirkland       | 24    | Fort Worth, Texas             | "Gives You Hell"                     | ✔                                   | —                                   | —                                   | ✔                                   |
| 10    | Jessica Sharpe     | 23    | Greensboro, Carolina do Norte | "Son of a Preacher Man"              | —                                   | —                                   | —                                   | —                                   |
| 11    | Danny Hunter Jones | N/A   | Los Angeles, Califórnia       | "Superstition"                       | —                                   | —                                   | —                                   | —                                   |
| 12    | Jamie Pickett      | N/A   | Brooklyn, Nova Iorque         | "Love on Top"                        | —                                   | —                                   | —                                   | —                                   |
| 13    | Odiseas Georgiadis | 15    | Nova Iorque, Nova Iorque      | "The Lazy Song"                      | —                                   | —                                   | —                                   | —                                   |
| 14    | Trevin Hunte       | 18    | Queens, Nova Iorque           | "Listen"                             | —                                   | ✔                                   | ✔                                   | ✔                                   |

### Episódio 2: The Blind Auditions, parte 2
| Ordem | Competidor           | Idade | Cidade Natal            | Canção                             | Escolha dos técnicos e competidores | Escolha dos técnicos e competidores | Escolha dos técnicos e competidores | Escolha dos técnicos e competidores |
| Ordem | Competidor           | Idade | Cidade Natal            | Canção                             | Adam                                | Cee Lo                              | Christina                           | Blake                               |
| ----- | -------------------- | ----- | ----------------------- | ---------------------------------- | ----------------------------------- | ----------------------------------- | ----------------------------------- | ----------------------------------- |
| 1     | Adriana Louise       | 22    | Brooklyn, Nova Iorque   | "Domino"                           | ✔                                   | ✔                                   | ✔                                   | ✔                                   |
| 2     | Casey Muessigmann    | 22    | Spencer, Iowa           | "Sweet Home Alabama"               | —                                   | ✔                                   | —                                   | ✔                                   |
| 3     | Aquile               | 24    | San Diego, Califórnia   | "Your Song"                        | ✔                                   | ✔                                   | ✔                                   | —                                   |
| 4     | Ryan Fogarty         | 28    | Nashville, Tennessee    | "Tomorrow"                         | —                                   | —                                   | —                                   | —                                   |
| 5     | Brett Hite           | N/A   | Spokane, Washington     | "Replay"                           | —                                   | —                                   | —                                   | —                                   |
| 6     | Jamie Lampert        | N/A   | Chicago, Illinois       | "Poker Face"                       | —                                   | —                                   | —                                   | —                                   |
| 7     | Matt Carr            | N/A   | Hanover, Nova Hampshire | "(Sittin' On) the Dock of the Bay" | —                                   | —                                   | —                                   | —                                   |
| 8     | MacKenzie Bourg      | 19    | Lafayette, Louisiana    | "Pumped Up Kicks"                  | —                                   | ✔                                   | —                                   | —                                   |
| 9     | Julio Cesar Castillo | 21    | Chicago, Illinois       | "La Bamba"                         | —                                   | ✔                                   | —                                   | ✔                                   |

### Episódio 3: The Blind Auditions, parte 3
| Ordem | Competidor                               | Idade   | Cidade Natal             | Canção                 | Escolha dos técnicos e competidores | Escolha dos técnicos e competidores | Escolha dos técnicos e competidores | Escolha dos técnicos e competidores |
| Ordem | Competidor                               | Idade   | Cidade Natal             | Canção                 | Adam                                | Cee Lo                              | Christina                           | Blake                               |
| ----- | ---------------------------------------- | ------- | ------------------------ | ---------------------- | ----------------------------------- | ----------------------------------- | ----------------------------------- | ----------------------------------- |
| 1     | Samuel Mouton                            | 19      | Fort Collins, Colorado   | "Redemption Song"      | ✔                                   | ✔                                   | ✔                                   | —                                   |
| 2     | Chris Trousdale                          | 26      | Big Rapids, Michigan     | "Glad You Came"        | —                                   | —                                   | —                                   | —                                   |
| 3     | Mike Squillanté                          | N/A     | Boston, Massachusetts    | "Everybody Talks"      | —                                   | —                                   | —                                   | —                                   |
| 4     | Jasmin Rose                              | N/A     | N/A                      | "Mercy"                | —                                   | —                                   | —                                   | —                                   |
| 5     | Brandon Clark                            | N/A     | Atlanta, Geórgia]        | "Colder Weather"       | —                                   | —                                   | —                                   | —                                   |
| 6     | Nelly's Echo                             | 32      | Baltimore, Maryland      | "Ain't No Sunshine"    | ✔                                   | —                                   | ✔                                   | —                                   |
| 7     | 2Steel Girls (Krystal and Allison Steel) | 23 & 44 | Nashville, Tennessee     | "Before He Cheats"     | —                                   | ✔                                   | —                                   | ✔                                   |
| 8     | Lisa Scinta                              | 26      | Las Vegas, Nevada        | "Teenage Dream"        | —                                   | ✔                                   | ✔                                   | —                                   |
| 9     | MarissaAnn                               | 15      | Long Island, Nova Iorque | "Part of Me"           | —                                   | ✔                                   | ✔                                   | —                                   |
| 10    | Loren Allred                             | 22      | Pittsburgh, Pensilvânia  | "When Love Takes Over" | ✔                                   | ✔                                   | —                                   | —                                   |
| 11    | DOMO                                     | 26      | Bronx, Nova Iorque       | "Don't Cha"            | —                                   | ✔                                   | —                                   | —                                   |
| 12    | Nicole Nelson                            | 34      | Burlington, Vermont      | "Hallelujah"           | ✔                                   | ✔                                   | ✔                                   | ✔                                   |

### Episódio 4: The Blind Auditions, parte 4
| Ordem | Competidor                                            | Idade   | Cidade Natal                 | Canção                 | Escolha dos técnicos e competidores | Escolha dos técnicos e competidores | Escolha dos técnicos e competidores | Escolha dos técnicos e competidores |
| Ordem | Competidor                                            | Idade   | Cidade Natal                 | Canção                 | Adam                                | Cee Lo                              | Christina                           | Blake                               |
| ----- | ----------------------------------------------------- | ------- | ---------------------------- | ---------------------- | ----------------------------------- | ----------------------------------- | ----------------------------------- | ----------------------------------- |
| 1     | Melanie Martinez                                      | 17      | Nassau County, Nova Iorque   | "Toxic"                | ✔                                   | ✔                                   | —                                   | ✔                                   |
| 2     | Cupid                                                 | 29      | Lafayette, Louisiana         | "Cupid Shuffle"        | —                                   | —                                   | —                                   | —                                   |
| 3     | Brian Scartocci                                       | 26      | Austin. Texas                | "Isn't She Lovely"     | ✔                                   | ✔                                   | —                                   | ✔                                   |
| 4     | VanJess                                               | 19 & 20 | Rancho Cucamonga, Califórnia | "Work Out"             | —                                   | —                                   | —                                   | —                                   |
| 5     | Maddie and Julia                                      | N/A     | New Paltz, Nova Iorque       | "Disturbia"            | —                                   | —                                   | —                                   | —                                   |
| 6     | The Wadsworth Sisters                                 | N/A     | Filadélfia, Pensilvânia      | "Edge of Seventeen"    | —                                   | —                                   | —                                   | —                                   |
| 7     | Beat Frequency (Shawn Lewis and Natasha Neuschwander) | 35 & 28 | Vancouver, Washington        | "E.T."                 | —                                   | —                                   | ✔                                   | —                                   |
| 8     | Tyler Lillestol                                       | 23      | Riverside, Califórnia        | "U Got It Bad"         | —                                   | —                                   | —                                   | —                                   |
| 9     | Liz Davis                                             | 25      | Madison, Mississippi         | "Here for the Party"   | ✔                                   | —                                   | ✔                                   | ✔                                   |
| 10    | JR Aquino                                             | 24      | Anchorage, Arkansas          | "Just the Way You Are" | ✔                                   | ✔                                   | ✔                                   | —                                   |
| 11    | Agina Alvarez                                         | 22      | San Diego, Califórnia        | "Turn the Beat Around" | —                                   | —                                   | —                                   | —                                   |
| 12    | Nicholas David                                        | 31      | Saint Paul, Minnesota        | "Stand By Me"          | —                                   | ✔                                   | —                                   | —                                   |
| 13    | Alessandra Guercio                                    | 17      | Brooklyn, Nova Iorque        | "The Climb"            | ✔                                   | ✔                                   | —                                   | —                                   |
| 14    | Adanna Duru                                           | 15      | Walnut, Califórnia           | "The Edge of Glory"    | ✔                                   | —                                   | —                                   | —                                   |
| 15    | Kelly Crapa                                           | 15      | New Fairfield, Connecticut   | "Sparks Fly"           | —                                   | —                                   | —                                   | ✔                                   |
| 16    | Paulina                                               | 16      | Los Angeles, Califórnia      | "You Make Me Feel..."  | —                                   | —                                   | ✔                                   | —                                   |
| 17    | Avery Wilson                                          | 16      | Hamden, Connecticut          | "Without You"          | ✔                                   | ✔                                   | ✔                                   | ✔                                   |

### Episódio 5: The Blind Auditions, parte 5
| Ordem | Competidor        | Idade | Cidade Natal             | Canção                             | Escolha dos técnicos e competidores | Escolha dos técnicos e competidores | Escolha dos técnicos e competidores | Escolha dos técnicos e competidores |
| Ordem | Competidor        | Idade | Cidade Natal             | Canção                             | Adam                                | Cee Lo                              | Christina                           | Blake                               |
| ----- | ----------------- | ----- | ------------------------ | ---------------------------------- | ----------------------------------- | ----------------------------------- | ----------------------------------- | ----------------------------------- |
| 1     | Trevanne Howell   | 33    | Bronx, Nova Iorque       | "I Have Nothing"                   | —                                   | —                                   | —                                   | —                                   |
| 2     | Collin McLoughlin | 24    | Bedford, Nova Iorque     | "Wild World"                       | ✔                                   | ✔                                   | —                                   | ✔                                   |
| 3     | Joselyn Rivera    | 17    | Pembroke Pines, Flórida  | "Stronger (What Doesn't Kill You)" | —                                   | —                                   | ✔                                   | ✔                                   |
| 4     | Benji             | 24    | Orlando, Flórida         | "Knockin' on Heaven's Door"        | ✔                                   | ✔                                   | —                                   | —                                   |
| 5     | Todd Kessler      | 30    | Chicago, Flórida         | "Maggie May"                       | —                                   | ✔                                   | —                                   | —                                   |
| 6     | Ben Taub          | 21    | Princeton, Nova Jérsei   | "Feeling Good"                     | —                                   | ✔                                   | —                                   | ✔                                   |
| 7     | Emily Earle       | 23    | Brooklyn, Nova Iorque    | "Ring of Fire"                     | —                                   | ✔                                   | —                                   | —                                   |
| 8     | Lorraine Ferro    | 52    | Nova Iorque, Nova Iorque | "Skyscraper"                       | —                                   | —                                   | —                                   | —                                   |
| 9     | Mycle Wastman     | 40    | Seattle, Washington      | "Let's Stay Together"              | ✔                                   | ✔                                   | —                                   | ✔                                   |

### Episódio 6: The Blind Auditions, parte 6
| Ordem | Competidor               | Idade | Cidade Natal              | Canção                            | Escolha dos técnicos e competidores | Escolha dos técnicos e competidores | Escolha dos técnicos e competidores | Escolha dos técnicos e competidores |
| Ordem | Competidor               | Idade | Cidade Natal              | Canção                            | Adam                                | Cee Lo                              | Christina                           | Blake                               |
| ----- | ------------------------ | ----- | ------------------------- | --------------------------------- | ----------------------------------- | ----------------------------------- | ----------------------------------- | ----------------------------------- |
| 1     | Michelle Brooks-Thompson | 28    | Sunderland, Massachusetts | "Proud Mary"                      | ✔                                   | ✔                                   | ✔                                   | —                                   |
| 2     | Diego Val                | 25    | Miami, Flórida            | "Animal"                          | —                                   | ✔                                   | —                                   | —                                   |
| 3     | Lauren Brooke            | 24    | Pawling, Nova Iorque      | "Cowboy Casanova"                 | —                                   | —                                   | —                                   | —                                   |
| 4     | Suzanna Choffel          | 32    | Austin, Texas             | "Landslide"                       | ✔                                   | —                                   | —                                   | ✔                                   |
| 5     | Michaela Paige           | 16    | Boca Raton, Flórida       | "Sober"                           | —                                   | —                                   | —                                   | ✔                                   |
| 6     | Ryan Jirovec             | 28    | McAllen, Texas            | "Amazed"                          | —                                   | —                                   | —                                   | ✔                                   |
| 7     | Dez Duron                | 22    | Shreveport, Louisiana     | "Sara Smile"                      | —                                   | ✔                                   | ✔                                   | ✔                                   |
| 8     | VJ Rosales               | 25    | Bellflower, Califórnia    | "Fuck You!"                       | —                                   | —                                   | —                                   | —                                   |
| 9     | Alexis Marceaux          | 23    | Nova Orleães, Louisiana   | "Go Your Own Way"                 | —                                   | ✔                                   | —                                   | —                                   |
| 10    | Sam James                | 26    | Worcester, Massachusetts  | "Imagine"                         | ✔                                   | —                                   | —                                   | —                                   |
| 11    | Laura Vivas              | 33    | West Palm Beach, Flórida  | "Whataya Want From Me"            | —                                   | —                                   | ✔                                   | —                                   |
| 12    | Lelia Broussard          | 23    | Los Angeles, Califórnia   | "We Can Work It Out"              | —                                   | —                                   | —                                   | ✔                                   |
| 13    | Brandon Mahone           | 17    | Chicago, Illinois         | "I Wish It Would Rain"            | ✔                                   | ✔                                   | ✔                                   | —                                   |
| 14    | Jeffrey James            | 25    | Brownsburg, Indiana       | "A Little Less Conversation"      | —                                   | —                                   | —                                   | —                                   |
| 15    | Paige Bryan              | 26    | Los Angeles, Califórnia   | "You Keep Me Hangin' On"          | —                                   | —                                   | —                                   | —                                   |
| 16    | Cameron Hovsepian        | N/A   | Los Angeles, Califórnia   | "I Need a Dollar"                 | —                                   | —                                   | —                                   | —                                   |
| 17    | LaRae Rhodes             | N/A   | N/A                       | "Black Horse and the Cherry Tree" | —                                   | —                                   | —                                   | —                                   |
| 18    | Jordan Pruitt            | 21    | Loganville, Geórgia       | "The One That Got Away"           | —                                   | —                                   | ✔                                   | —                                   |
| 19    | Terisa Griffin           | 42    | Chicago, Illinois         | "Someone Like You"                | —                                   | —                                   | ✔                                   | ✔                                   |

### Episódio 7: The Blind Auditions, parte 7
| Ordem | Competidor     | Idade | Cidade Natal              | Canção                     | Escolha dos técnicos e competidores | Escolha dos técnicos e competidores | Escolha dos técnicos e competidores | Escolha dos técnicos e competidores |
| Ordem | Competidor     | Idade | Cidade Natal              | Canção                     | Adam                                | Cee Lo                              | Christina                           | Blake                               |
| ----- | -------------- | ----- | ------------------------- | -------------------------- | ----------------------------------- | ----------------------------------- | ----------------------------------- | ----------------------------------- |
| 1     | Sylvia Yacoub  | 19    | Muskegon, Michigan        | "Only Girl (In the World)" | —                                   | ✔                                   | ✔                                   | ✔                                   |
| 2     | IJ Quinn       | 25    | Warsaw, Carolina do Norte | "Virtual Insanity"         | —                                   | —                                   | —                                   | —                                   |
| 3     | Charlie Rey    | 21    | Long Beach, Califórnia    | "Home"                     | ✔                                   | —                                   | —                                   | ✔                                   |
| 4     | Amanda Brown   | 27    | Bronx, Nova Iorque        | "Valerie"                  | —                                   | ✔                                   | —                                   | —                                   |
| 5     | Yolanda Barber | 55    | Pittsburgh, Pensilvânia   | "Get Here"                 | —                                   | —                                   | —                                   | —                                   |
| 6     | Cassadee Pope  | 23    | West Palm Beach, Flórida  | "Torn"                     | ✔                                   | ✔                                   | ✔                                   | ✔                                   |

### Episódio 8: The Blind Auditions, parte 8
| Ordem | Competidor         | Idade | Cidade Natal              | Canção                           | Escolha dos técnicos e competidores | Escolha dos técnicos e competidores | Escolha dos técnicos e competidores | Escolha dos técnicos e competidores |
| Ordem | Competidor         | Idade | Cidade Natal              | Canção                           | Adam                                | Cee Lo                              | Christina                           | Blake                               |
| ----- | ------------------ | ----- | ------------------------- | -------------------------------- | ----------------------------------- | ----------------------------------- | ----------------------------------- | ----------------------------------- |
| 1     | Nathalie Hernandez | 15    | Dunedin, Flórida          | "White Horse"                    | ✔                                   | —                                   | ✔                                   | ✔                                   |
| 2     | Rod Michael        | 31    | Atlanta, Geórgia          | "Please Don't Go"                | —                                   | —                                   | —                                   | —                                   |
| 3     | Caitlin Michele    | 20    | Boston, Massachusetts     | "Cosmic Love"                    | ✔                                   | —                                   | —                                   | ✔                                   |
| 4     | Nicole Johnson     | 18    | Nashville, Tennessee      | "Mr. Know It All"                | —                                   | ✔                                   | —                                   | ✔                                   |
| 5     | Kameron Corvet     | 32    | Atlanta, Geórgia          | "Crazy"                          | —                                   | —                                   | —                                   | —                                   |
| 6     | Chevonne           | 26    | Little Falls, Nova Jérsei | "Brass in Pocket"                | —                                   | ✔                                   | —                                   | ✔                                   |
| 7     | Kayla Nevarez      | 17    | Mission Viejo, Califórnia | "American Boy"                   | ✔                                   | ✔                                   | ✔                                   | —                                   |
| 8     | Celica Westbrook   | 16    | Franklin, Tennessee       | "A Thousand Years"               | —                                   | ✔                                   | ✔                                   | ✔                                   |
| 9     | Jay Taylor         | N/A   | Nashville, Tennessee      | "Country Girl (Shake It for Me)" | —                                   | —                                   | —                                   | —                                   |
| 10    | Gedina             | N/A   | N/A                       | "Ain't Nobody"                   | —                                   | —                                   | —                                   | —                                   |
| 11    | Taylor Wagner      | N/A   | Nashville, Tennessee      | "Mean"                           | —                                   | —                                   | —                                   | —                                   |
| 12    | Jessica Cayne      | 26    | Grayson, Geórgia          | "Good Girl"                      | —                                   | —                                   | —                                   | —                                   |
| 13    | Rudy Parris        | 46    | Visalia, Califórnia       | "Every Breath You Take"          | —                                   | ✔                                   | —                                   | ✔                                   |
| 14    | Cody Belew         | 27    | Beebe, Arkansas           | "Hard to Handle"                 | —                                   | ✔                                   | —                                   | —                                   |

### Episódio 9: The Best of Blind Auditions
Foi exibido no dia 02 de Outubro de 2012 um especial com os melhores momentos dos 8 episódios de Blind Auditions.

### Episódios 10 a 15: The Battle Rounds
As batalhas duraram três semanas com 2 episódios semanais durante os dias 8 a 23 de Outubro de 2012. Nessa fase cada técnico convidou um artista para trabalhar com ele como mentor: Adam convidou Mary J. Blige, Blake trouxe Michael Bublé, CeeLo chamou Rob Thomas e Christina convidou Billie Joe Armstrong.
Nessa temporada foi introduzido o "Steal" que dá o poder de roubar até 2 candidatos eliminados de outro time na fase das Batalhas. Se somente um técnico quiser "roubar" o participante, ele automaticamente vai para o time do técnico. Se mais de um técnico apertar o botão, o participante escolhe de qual time quer fazer parte.
Legenda
| Episódio   | Técnico            | Ordem | Vencedor                 | Canção                           | Perdedor           | Resultado do 'Steal' | Resultado do 'Steal' | Resultado do 'Steal' | Resultado do 'Steal' |
| Episódio   | Técnico            | Ordem | Vencedor                 | Canção                           | Perdedor           | Adam                 | Cee Lo               | Christina            | Blake                |
| ---------- | ------------------ | ----- | ------------------------ | -------------------------------- | ------------------ | -------------------- | -------------------- | -------------------- | -------------------- |
| Episode 10 | Blake Shelton      | 1     | Terry McDermott          | "Carry On Wayward Son"           | Casey Muessigmann  | —                    | —                    | —                    | N/A                  |
| Episode 10 | Adam Levine        | 2     | Bryan Keith              | "Santeria"                       | Collin McLoughlin  | N/A                  | ✔                    | —                    | ✔                    |
| Episode 10 | Cee Lo Green       | 3     | Diego Val                | "Jessie's Girl"                  | JR Aquino          | —                    | N/A                  | —                    | —                    |
| Episode 10 | Christina Aguilera | 4     | De'Borah                 | "Message in a Bottle"            | Nelly's Echo       | —                    | —                    | N/A                  | —                    |
| Episode 10 | Blake Shelton      | 5     | Gracia Harrison          | "Sin Wagon"                      | 2Steel Girls       | —                    | —                    | —                    | N/A                  |
| Episode 10 | Cee Lo Green       | 6     | Trevin Hunte             | "Vision of Love"                 | Amanda Brown       | ✔                    | N/A                  | ✔                    | ✔                    |
|            |                    |       |                          |                                  |                    |                      |                      |                      |                      |
| Episode 11 | Cee Lo Green       | 1     | Cody Belew               | "Telephone"                      | DOMO               | —                    | N/A                  | —                    | —                    |
| Episode 11 | Christina Aguilera | 2     | Aquile                   | "You Give Me Something"          | Nathalie Hernandez | —                    | —                    | N/A                  | —                    |
| Episode 11 | Christina Aguilera | 3     | Celica Westbrook         | "My Life Would Suck Without You" | Lisa Scinta        | —                    | —                    | N/A                  | —                    |
| Episode 11 | Blake Shelton      | 4     | Rudy Parris              | "Bad Day"                        | Charlie Rey        | —                    | —                    | —                    | N/A                  |
| Episode 11 | Adam Levine        | 5     | Melanie Martinez         | "Lights"                         | Caitlin Michele    | N/A                  | ✔                    | —                    | ✔                    |
|            |                    |       |                          |                                  |                    |                      |                      |                      |                      |
| Episode 12 | Blake Shelton      | 1     | Julio Cesar Castillo     | "Conga"                          | Terisa Griffin     | —                    | ✔                    | —                    | N/A                  |
| Episode 12 | Christina Aguilera | 2     | Dez Duron                | "Just the Way You Are"           | Paulina            | —                    | N/A                  | N/A                  | —                    |
| Episode 12 | Adam Levine        | 3     | Sam James                | "You Give Love a Bad Name"       | Benji              | N/A                  | N/A                  | —                    | —                    |
| Episode 12 | Cee Lo Green       | 4     | Nicholas David           | "She's Gone"                     | Todd Kessler       | —                    | N/A                  | —                    | —                    |
| Episode 12 | Blake Shelton      | 5     | Suzanna Choffel          | "Dog Days Are Over"              | Lelia Broussard    | —                    | N/A                  | —                    | N/A                  |
| Episode 12 | Christina Aguilera | 6     | Sylvia Yacoub            | "Best Thing I Never Had"         | Joselyn Rivera     | ✔                    | N/A                  | N/A                  | ✔                    |
|            |                    |       |                          |                                  |                    |                      |                      |                      |                      |
| Episode 13 | Blake Shelton      | 1     | Liz Davis                | "Baggage Claim"                  | Nicole Johnson     | N/A                  | N/A                  | —                    | N/A                  |
| Episode 13 | Adam Levine        | 2     | Kayla Nevarez            | "Wide Awake"                     | Alessandra Guercio | N/A                  | N/A                  | ✔                    | —                    |
| Episode 13 | Cee Lo Green       | 3     | Mycle Wastman            | "Too Close"                      | Ben Taub           | N/A                  | N/A                  | —                    | —                    |
| Episode 13 | Adam Levine        | 4     | Michelle Brooks-Thompson | "Crazy in Love"                  | Adanna Duru        | —                    | —                    | —                    | —                    |
| Episode 13 | Christina Aguilera | 5     | Laura Vivas              | "Poker Face"                     | Beat Frequency     | N/A                  | N/A                  | N/A                  | —                    |
| Episode 13 | Cee Lo Green       | 6     | MacKenzie Bourg          | "Good Time"                      | Emily Earle        | N/A                  | N/A                  | —                    | —                    |
|            |                    |       |                          |                                  |                    |                      |                      |                      |                      |
| Episode 14 | Cee Lo Green       | 1     | Daniel Rosa              | "Whataya Want from Me"           | Alexis Marceaux    | N/A                  | N/A                  | —                    | —                    |
| Episode 14 | Adam Levine        | 2     | Nicole Nelson            | "Ain't No Mountain High Enough"  | Brandon Mahone     | N/A                  | N/A                  | —                    | —                    |
| Episode 14 | Adam Levine        | 3     | Loren Allred             | "Need You Now"                   | Brian Scartocci    | N/A                  | N/A                  | —                    | —                    |
| Episode 14 | Blake Shelton      | 4     | Cassadee Pope            | "Not Over You"                   | Ryan Jirovec       | N/A                  | N/A                  | —                    | N/A                  |
| Episode 14 | Adam Levine        | 5     | Joe Kirkland             | "You Get What You Give"          | Samuel Mouton      | N/A                  | N/A                  | —                    | —                    |
| Episode 14 | Christina Aguilera | 6     | Devyn DeLoera            | "Free Your Mind"                 | MarissaAnn         | N/A                  | N/A                  | N/A                  | ✔                    |
|            |                    |       |                          |                                  |                    |                      |                      |                      |                      |
| Episode 15 | Christina Aguilera | 1     | Adriana Louise           | "Hot n Cold"                     | Jordan Pruitt1     | N/A                  | N/A                  | N/A                  | N/A                  |
| Episode 15 | Blake Shelton      | 2     | Michaela Paige           | "I Hate Myself For Loving You"   | Kelly Crapa        | N/A                  | N/A                  | —                    | N/A                  |
| Episode 15 | Cee Lo Green       | 3     | Avery Wilson             | "Titanium"                       | Chevonne           | N/A                  | N/A                  | ✔                    | N/A                  |

### Episódios 16 e 17: Knockouts
O Knockout exibido nos dias 29 e 30 de Outubro de 2012, é a nova fase do reality e funciona da seguinte maneira: Cada técnico com 10 participantes em cada time (8 vencedores das batalhas e 2 "roubados" ) monta 5 duelos entre os participantes de seu time que vão disputar uma vaga nos Live Shows. Diferentemente da fase das batalhas, onde os 2 participantes cantam a mesma música escolhida pelo técnico, nessa fase cada um escolhe e canta a sua própria música. O técnico escolhe o vencedor, que avança para os Live Playoffs.
Legenda:
| Episódio                | Técnico            | Ordem | Canção                                     | Competidores         | Competidores             | Canção                            |
| ----------------------- | ------------------ | ----- | ------------------------------------------ | -------------------- | ------------------------ | --------------------------------- |
| 16                      | Adam Levine        | 1     | "Love on Top"                              | Joselyn Rivera       | Kayla Nevarez            | "Shark in the Water"              |
| 16                      | Adam Levine        | 2     | (Everything I Do) I Do It for You"         | Bryan Keith          | Joe Kirkland             | "Mean"                            |
| 16                      | Adam Levine        | 3     | "Paris (Ooh La La)"                        | Amanda Brown         | Michelle Brooks-Thompson | "Spotlight"                       |
| 16                      | Adam Levine        | 4     | "You Know I'm No Good"                     | Loren Allred         | Nicole Nelson            | "If I Ain't Got You"              |
| 16                      | Adam Levine        | 5     | "Bulletproof"                              | Melanie Martinez     | Sam James                | "Walking in Memphis"              |
| 16                      | Cee Lo Green       | 6     | "Jolene"                                   | Cody Belew           | Avery Wilson             | "Yeah 3x"                         |
| 16                      | Cee Lo Green       | 7     | "Call Me Maybe"                            | MacKenzie Bourg      | Daniel Rosa              | "Back to December"                |
| 16                      | Cee Lo Green       | 8     | "Against All Odds (Take a Look at Me Now)" | Trevin Hunte         | Terisa Griffin           | "Saving All My Love for You"      |
| 16                      | Cee Lo Green       | 9     | "Put Your Records On"                      | Nicholas David       | Mycle Wastman            | "Don't Let the Sun Go Down on Me" |
| 16                      | Cee Lo Green       | 10    | "Are You Gonna Go My Way"                  | Diego Val            | Caitlin Michele          | "Bring Me to Life"                |
|                         |                    |       |                                            |                      |                          |                                   |
| Episode 17 (October 30) | Christina Aguilera | 1     | "I Have Nothing"                           | Devyn DeLoera        | Laura Vivas              | "I Need to Know"                  |
| Episode 17 (October 30) | Christina Aguilera | 2     | "Already Gone"                             | Adriana Louise       | Celica Westbrook         | "Never Say Never"                 |
| Episode 17 (October 30) | Christina Aguilera | 3     | "Stuck on You"                             | Dez Duron            | Alessandra Guercio       | "Take a Bow"                      |
| Episode 17 (October 30) | Christina Aguilera | 4     | "You Found Me"                             | De'Borah             | Chevonne                 | "Dancing with Myself"             |
| Episode 17 (October 30) | Christina Aguilera | 5     | "Fighter"                                  | Sylvia Yacoub        | Aquile                   | "Grenade"                         |
| Episode 17 (October 30) | Blake Shelton      | 6     | "Gunpowder and Lead"                       | Liz Davis            | Gracia Harrison          | "I Don't Want to Miss a Thing"    |
| Episode 17 (October 30) | Blake Shelton      | 7     | "Maybe I'm Amazed"                         | Terry McDermott      | Rudy Parris              | "Forever"                         |
| Episode 17 (October 30) | Blake Shelton      | 8     | "Love is a Battlefield"                    | Michaela Paige       | Collin McLoughlin        | "Breakeven"                       |
| Episode 17 (October 30) | Blake Shelton      | 9     | "Somebody to Love"                         | Julio Cesar Castillo | MarissaAnn               | "Lady Marmalade"                  |
| Episode 17 (October 30) | Blake Shelton      | 10    | "Payphone"                                 | Cassadee Pope        | Suzanna Choffel          | "Could You Be Loved"              |

### Episódios 18, 19 e 20: Playoffs ao vivo
Passada a fase dos Knockouts, o programa entra em sua fase ao vivo (para os Estados Unidos). Durante os "Playoffs ao vivo", os cinco membros restantes de cada equipe encararam pela primeira vez o voto do público para avançar à fase seguinte: os dois mais votados de cada time avançaram direto, enquanto os três menos votados aguardaram a decisão do técnico, que só pôde salvar um deles.
Legenda:
| Episódio 13 | 1  | Adam Levine        | Joselyn Rivera       | "Give Your Heart a Break"                   | Eliminada            |  |  |  |  |
| Episódio 13 | 2  | Blake Shelton      | Terry McDermott      | "Don't Stop Believin'"                      | Voto do público      |  |  |  |  |
| Episódio 13 | 3  | Adam Levine        | Melanie Martinez     | "Hit the Road Jack"                         | Escolha de Adam      |  |  |  |  |
| Episódio 13 | 4  | Blake Shelton      | Liz Davis            | "Independence Day"                          | Eliminada            |  |  |  |  |
| Episódio 13 | 5  | Blake Shelton      | Cassadee Pope        | "My Happy Ending"                           | Voto do público      |  |  |  |  |
| Episódio 13 | 6  | Adam Levine        | Bryan Keith          | "Iris"                                      | Voto do público      |  |  |  |  |
| Episódio 13 | 7  | Blake Shelton      | Michaela Paige       | "Everybody Talks"                           | Escolha de Blake     |  |  |  |  |
| Episódio 13 | 8  | Blake Shelton      | Julio Cesar Castillo | "El Rey"                                    | Eliminado            |  |  |  |  |
| Episódio 13 | 9  | Adam Levine        | Loren Allred         | "All Around the World"                      | Eliminada            |  |  |  |  |
| Episódio 13 | 10 | Adam Levine        | Amanda Brown         | "Dream On"                                  | Voto do público      |  |  |  |  |
|             |    |                    |                      |                                             |                      |  |  |  |  |
| Episódio 14 | 1  | Christina Aguilera | Adriana Louise       | "Firework"                                  | Escolha de Christina |  |  |  |  |
| Episódio 14 | 3  | Cee Lo Green       | Cody Belew           | "One More Try"                              | Escolha de Cee Lo    |  |  |  |  |
| Episódio 14 | 3  | Christina Aguilera | De'Borah             | "Who Knew"                                  | Eliminada            |  |  |  |  |
| Episódio 14 | 4  | Cee Lo Green       | Diego Val            | "Bailamos"                                  | Eliminado            |  |  |  |  |
| Episódio 14 | 5  | Cee Lo Green       | MacKenzie Bourg      | "What Makes You Beautiful"                  | Eliminado            |  |  |  |  |
| Episódio 14 | 6  | Christina Aguilera | Devyn Deloera        | "Bleeding Love"                             | Eliminada            |  |  |  |  |
| Episódio 14 | 7  | Cee Lo Green       | Nicholas David       | "You're The First, The Last, My Everything" | Voto do público      |  |  |  |  |
| Episódio 14 | 8  | Christina Aguilera | Sylvia Yacoub        | "The One That Got Away"                     | Voto do público      |  |  |  |  |
| Episódio 14 | 9  | Christina Aguilera | Dez Duron            | "Wanted"                                    | Voto do público      |  |  |  |  |
| Episódio 14 | 10 | Cee Lo Green       | Trevin Hunte         | "How Am I Supposed to Live Without You"     | Voto do público      |  |  |  |  |

Apresentações Especiais:
| Episódio | Cantores(as)                 | Canção                                              |
| -------- | ---------------------------- | --------------------------------------------------- |
| 18       | Team Adam & Team Blake       | "Peace Of Mind" (Boston)                            |
| 19       | Team Cee Lo & Team Christina | "SING" (My Chemical Romance)                        |
| 20       | Team Adam & Team Blake       | "Stronger (What Doesn't Kill You)" (Kelly Clarkson) |
| 20       | Team Cee Lo & Team Christina | "Drive By" (Train)                                  |
| 20       | Maroon 5                     | "Daylight" (Maroon 5)                               |
| 20       | Jermaine Paul                | "I Believe In This Life" (Jermaine Paul)            |

### Episódios 21 e 22: Shows ao vivo - Top 12
Os 12 finalistas da quinta edição do The Voice entram nesta fase em um sistema de eliminação semanal, no qual os competidores cantam na segunda-feira e têm o resultado na terça-feira, de acordo com a transmissão norte-americana (no Brasil, os episódios inéditos são transmitidos no domingo e na segunda-feira seguintes).
Nesta temporada, dois participantes seguem sendo eliminados a cada semana de shows ao vivo, mas de um modo diferente. Com a "salvação instantânea" (em inglês, Instant Save), os usuários do Twitter salvam um dentre os três participantes menos votados em um intervalo de cinco minutos após o anúncio do Bottom 3. Os outros dois competidores são eliminados. Esse sistema de votação será utilizado até o Top 6.
| Ordem | Técnico            | Competidor       | Canção                       | Resultado |
| ----- | ------------------ | ---------------- | ---------------------------- | --------- |
| 1     | Blake Shelton      | Michaela Paige   | "Blow Me (One Last Kiss)"    | Eliminada |
| 2     | Christina Aguilera | Dez Duron        | "Can't Take My Eyes off You" | Salvo     |
| 3     | Christina Aguilera | Adriana Louise   | "Good Girl"                  | Eliminada |
| 4     | Cee Lo Green       | Cody Belew       | "The Best"                   | Salvo     |
| 5     | Adam Levine        | Amanda Brown     | "Spectrum"                   | Salva     |
| 6     | Adam Levine        | Bryan Keith      | "Back to Black"              | Salvo     |
| 7     | Blake Shelton      | Cassadee Pope    | "Behind These Hazel Eyes"    | Salva     |
| 8     | Cee Lo Green       | Trevin Hunte     | "When a Man Loves a Woman"   | Salvo     |
| 9     | Adam Levine        | Melanie Martinez | "Cough Syrup"                | Salva     |
| 10    | Cee Lo Green       | Nicholas David   | "The Power of Love"          | Salvo     |
| 11    | Christina Aguilera | Sylvia Yacoub    | "My Heart Will Go On"        | Salva     |
| 12    | Blake Shelton      | Terry McDermott  | "More Than a Feeling"        | Salvo     |

Apresentações Especiais:
| Episódio | Cantores(as)                           | Canção                                     |
| -------- | -------------------------------------- | ------------------------------------------ |
| 22       | Christina Aguilera & Cee Lo Green      | "Make The World Move" (Christina Aguilera) |
| 22       | Jason Aldean & Bryan Keith e Dez Duron | "The Only Way I Know" (Jason Aldean)       |
| 22       | Cee Lo Green & Team                    | "Stayin' Alive" (Bee Gees)                 |
| 22       | Blake Shelton & Team                   | "Life is a Highway" (Tom Cochrane)         |

### Episódios 23 e 24: Shows ao vivo - Top 10
| Ordem | Técnico            | Competidor       | Canção                   | Resultado |
| ----- | ------------------ | ---------------- | ------------------------ | --------- |
| 1     | Christina Aguilera | Sylvia Yacoub    | "Girl on Fire"           | Eliminada |
| 2     | Blake Shelton      | Terry McDermott  | "Summer of '69"          | Salvo     |
| 3     | Adam Levine        | Melanie Martinez | "Seven Nation Army"      | Salva     |
| 4     | Cee Lo Green       | Cody Belew       | "Crazy in Love"          | Salvo     |
| 5     | Adam Levine        | Bryan Keith      | "New York State of Mind" | Eliminado |
| 6     | Adam Levine        | Amanda Brown     | "Stars"                  | Salva     |
| 7     | Cee Lo Green       | Nicholas David   | "Lean On Me"             | Salvo     |
| 8     | Cee Lo Green       | Trevin Hunte     | "Scream"                 | Salvo     |
| 9     | Blake Shelton      | Cassadee Pope    | "Over You"               | Salva     |
| 10    | Christina Aguilera | Dez Duron        | "Feeling Good"           | Salvo     |

Apresentações Especiais:
| Episódio | Cantores(as)                               | Canção                                     |
| -------- | ------------------------------------------ | ------------------------------------------ |
| 23       | Christina Aguilera & Blake Shelton         | "Just A Fool" (Christina Aguilera)         |
| 24       | Christina Aguilera & Team                  | "Let There Be Love" (Christina Aguilera)   |
| 24       | Rascal Flatts & Cassadee Pope e Cody Belew | "Changed" (Rascal Flatts)                  |
| 24       | Adam Levine & Team                         | "Crazy Little Thing Called Love" (Queen)   |
| 24       | Team Blake & Team Christina                | "Hit Me With Your Best Shot" (Pat Benatar) |

### Episódios 25 e 26: Shows ao vivo - Top 8
| Ordem | Técnico            | Competidor       | Canção                     | Resultado |
| ----- | ------------------ | ---------------- | -------------------------- | --------- |
| 1     | Adam Levine        | Amanda Brown     | "Someone Like You"         | Salva     |
| 2     | Cee Lo Green       | Cody Belew       | "Somebody to Love"         | Eliminado |
| 3     | Blake Shelton      | Terry McDermott  | "Over"                     | Salvo     |
| 4     | Adam Levine        | Melanie Martinez | "Too Close"                | Salva     |
| 5     | Christina Aguilera | Dez Duron        | "U Smile"                  | Eliminado |
| 6     | Cee Lo Green       | Trevin Hunte     | "The Greatest Love of All" | Salvo     |
| 7     | Cee Lo Green       | Nicholas David   | "What's Going On'"         | Salvo     |
| 8     | Blake Shelton      | Cassadee Pope    | "Are You Happy Now?"       | Salva     |

Apresentações Especiais:
| Episódio | Cantores(as)                                                   | Canção                                  |
| -------- | -------------------------------------------------------------- | --------------------------------------- |
| 25       | 50 Cent & Adam Levine                                          | "My Life" (50 Cent)                     |
| 26       | Cassadee Pope, Dez Duron, Melanie Martinez & Terry McDermott   | "Move Along" (The All-American Rejects) |
| 26       | Amanda Brown, Cody Belew, Nicholas David & Trevin Hunte        | "Any Way You Want It" (Journey)         |
| 27       | Amanda Brown & Trevin Hunte                                    | "Marry the Night" (Lady Gaga)           |
| 27       | Cee Lo Green & Kermit, o Sapo                                  | "Bein' Green" (Os Muppets)              |
| 27       | Cody Belew, Melanie Martinez, Nicholas David & Terry McDermott | "Rhythm of Love" (Plain White T's)      |
| 27       | Cassadee Pope & Dez Duron                                      | "Hate That I Love You" (Rihanna)        |

### Episódios 27 e 28: Shows ao vivo - Top 6
| Técnico       | Competidor       | Ordem | Canção (Escolha do técnico) | Ordem | Canção (Escolha do competidor)            | Resultado |
| ------------- | ---------------- | ----- | --------------------------- | ----- | ----------------------------------------- | --------- |
| Cee Lo Green  | Nicholas David   | 1     | "September"                 | 12    | "Over the Rainbow"                        | Salvo     |
| Blake Shelton | Cassadee Pope    | 2     | "Stand"                     | 11    | "I'm with You"                            | Salva     |
| Adam Levine   | Amanda Brown     | 3     | "Here I Go Again"           | 9     | "(You Make Me Feel Like) A Natural Woman" | Eliminado |
| Blake Shelton | Terry McDermott  | 4     | "Stay with Me"              | 7     | "I Want to Know What Love Is"             | Salvo     |
| Cee Lo Green  | Trevin Hunte     | 5     | "Walking On Sunshine"       | 8     | "And I Am Telling You I'm Not Going"      | Salvo     |
| Adam Levine   | Melanie Martinez | 6     | "The Show"                  | 10    | "Crazy"                                   | Eliminada |

Apresentações Especiais:
| Episódio | Cantores(as)                                    | Canção                        |
| -------- | ----------------------------------------------- | ----------------------------- |
| 28       | Terry McDermott & Trevin Hunte                  | "Feel Again" (One Republic)   |
| 28       | Amanda Brown & Cassadee Pope                    | "Breakaway" (Kelly Clarkson)  |
| 28       | Melanie Martinez & Nicholas David               | "Criminal" (Fiona Apple)      |
| 28       | Matchbox Twenty & Nicholas David e Trevin Hunte | "Overjoyed" (Matchbox Twenty) |
| 28       | Ne-Yo & Amanda Brown                            | "Let Me Love You" (Ne-Yo)     |

### Episódios 29 e 30: Semifinal ao vivo - Top 4
| Ordem | Técnico       | Competidor      | Canção                  | Resultado |
| ----- | ------------- | --------------- | ----------------------- | --------- |
| 1     | Cee Lo Green  | Trevin Hunte    | "Wind Beneath My Wings" | Eliminado |
| 2     | Cee Lo Green  | Nicholas David  | "You Are So Beautiful"  | Salvo     |
| 3     | Blake Shelton | Cassadee Pope   | "Stupid Boy"            | Salva     |
| 4     | Blake Shelton | Terry McDermott | "Let It Be"             | Salvo     |

Apresentações Especiais:
| Episódio | Cantores(as)                                                 | Canção                                              |
| -------- | ------------------------------------------------------------ | --------------------------------------------------- |
| 29       | Blake Shelton e os 16 cantores(as) de seu time na temporada. | "White Christmas" (Bing Crosby)                     |
| 29       | Michael Bublé                                                | "Christmas (Baby Please Come Home)" (Michael Bublé) |
| 30       | Juliet Simms                                                 | "Wild Child" (Juliet Simms)                         |
| 30       | Cassadee Pope & Terry McDermott                              | "Little Talks" (Of Monsters and Men)                |
| 30       | RaeLynn                                                      | "Boyfriend" (RaeLynn)                               |
| 30       | Nicholas David & Trevin Hunte                                | "Hero" (Mariah Carey)                               |
| 30       | Chris Mann                                                   | "Roads" (Chris Mann)                                |

### Episódios 31 e 32: Final ao vivo - Top 3
| Técnico       | Competidor      | Ordem | Canção Reprise                | Ordem | Canção do Dueto                            | Ordem | Canção Final               | Resultado |
| ------------- | --------------- | ----- | ----------------------------- | ----- | ------------------------------------------ | ----- | -------------------------- | --------- |
| Cee Lo Green  | Nicholas David  | 4     | "Lean on Me"                  | 8     | "Play That Funky Music" (com Cee Lo Green) | 1     | "Great Balls of Fire/Fire" | 3º lugar  |
| Blake Shelton | Cassadee Pope   | 2     | "Over You"                    | 6     | "Steve McQueen" (com Blake Shelton)        | 9     | "Cry"                      | Vencedora |
| Blake Shelton | Terry McDermott | 7     | "I Want to Know What Love Is" | 3     | "Dude" (com Blake Shelton)                 | 5     | "Broken Wings"             | 2º lugar  |

Apresentações Especiais:
| Ordem | Cantores(as)                                                                  | Canção                   |
| ----- | ----------------------------------------------------------------------------- | ------------------------ |
| 31    | Técnicos do The Voice, competidores, Christina Milian e Carson Daly           | "Hallelujah"             |
| 32.1  | Rihanna                                                                       | "Diamonds"               |
| 32.2  | Terry McDermott (com Amanda Brown, Bryan Keith, Michaela Paige e Rudy Parris) | "Rock and Roll All Nite" |
| 32.3  | Nicholas David e Smokey Robinson                                              | "Cruisin'"               |
| 32.4  | The Killers (com Cassadee Pope)                                               | "Here with Me"           |
| 32.5  | Cody Belew, Dez Duron, Diego Val, Julio Cesar Castillo e Mackenzie Bourg      | "Stacy's Mom"            |
| 32.6  | Kelly Clarkson (com Cassadee Pope e Terry McDermott)                          | "Catch My Breath"        |
| 32.7  | Cassadee Pope (com Melanie Martinez, De'Borah e Liz Davis)                    | "It's Time"              |
| 32.8  | Terry McDermott e Peter Frampton                                              | "Baby, I Love Your Way"  |
| 32.9  | Adriana Louise, Devyn DeLoera, Joselyn Rivera, Loren Allred e Sylvia Yacoub   | "Best Of My Love"        |
| 32.10 | Bruno Mars                                                                    | "When I Was Your Man"    |
| 32.11 | Nicholas David (com Amanda Brown, Dez Duron e Trevin Hunte)                   | "End of the Road"        |
| 32.12 | Cassadee Pope and Avril Lavigne                                               | "I'm with You"           |
| 32.13 | Adam Levine, Blake Shelton, Cee Lo Green e Christina Aguilera                 | "Good Riddance"          |

## Finalistas
Vencedor(a)
     Segundo lugar
     Terceiro lugar
     Eliminado(a) na semifinal
     Eliminado(a) no Top 6
     Eliminado(a) no Top 8
     Eliminado(a) no Top 10
     Eliminado(a) no Top 12
     Eliminado(a) nos Playoffs
     Eliminado(a) nos Knockouts
     Salvo(a) por outro técnico pelo "STEAL" (nomes em itálico)
     Eliminado(a) na rodada de batalhas
| Time               | Artistas         | Artistas             | Artistas        | Artistas             | Artistas         | Artistas           |
| ------------------ | ---------------- | -------------------- | --------------- | -------------------- | ---------------- | ------------------ |
| Adam Levine        | Amanda Brown     | Melanie Martinez     | Bryan Keith     | Joselyn Rivera       | Loren Allred     | Joe Kirkland       |
| Adam Levine        | Kayla Nevarez    | Michelle B.-Thompson | Nicole Nelson   | Sam James            | Adanna Duru      | Benji              |
| Adam Levine        | Brandon Mahone   | Brian Scartocci      | Samuel Mouton   | Alessandra Guercio   | Caitlin Michelle | Collin McLoughlin  |
| CeeLo Green        | Nicholas David   | Trevin Hunte         | Cody Belew      | Diego Val            | MacKenzie Bourg  | Avery Wilson       |
| CeeLo Green        | Caitlin Michelle | Daniel Rosa          | Mycle Wastman   | Terisa Griffin       | Alexis Marceaux  | Ben Taub           |
| CeeLo Green        | DOMO             | Emily Earle          | JR Aquino       | Todd Kessler         | Amanda Brown     | Chevonne           |
| Christina Aguilera | Dez Duron        | Sylvia Yacoub        | Adriana Louise  | De'Borah             | Devyn DeLoera    | Alessandra Guercio |
| Christina Aguilera | Aquile           | Celica Westbrook     | Chevonne        | Laura Vivas          | Beat Frequency   | Jordan Pruitt      |
| Christina Aguilera | Lisa Scinta      | Nathalie Hernandez   | Nelly's Echo    | Paulina              | Joselyn Rivera   | MarissaAnn         |
| Blake Shelton      | Cassadee Pope    | Terry McDermott      | Michaela Paige  | Julio Cesar Castillo | Liz Davis        | Collin McLoughlin  |
| Blake Shelton      | Gracia Harrison  | MarissaAnn           | Rudy Parris     | Suzanna Choffel      | 2Steel Girls     | Casey Muessigmann  |
| Blake Shelton      | Charlie Rey      | Kelly Crapa          | Lelia Broussard | Nicole Johnson       | Ryan Jirovec     | Terisa Griffin     |